# Kampioenschap van Vlaanderen 1989
Il Kampioenschap van Vlaanderen 1989, settantaquattresima edizione della corsa, si svolse l'8 settembre 1989 su un percorso di 175 km, con partenza e arrivo a Koolskamp. Fu vinto dal belga Étienne De Wilde della Histor-Sigma davanti ai suoi connazionali Luc Van De Vel e Herman Frison.

## Ordine d'arrivo (Top 10)
| Pos. | Corridore            | Squadra                           | Tempo    |
| ---- | -------------------- | --------------------------------- | -------- |
| 1    | Étienne De Wilde     | Histor-Sigma                      | 4h18'00" |
| 2    | Luc Van De Vel       | Domex-Weinmann                    |          |
| 3    | Herman Frison        | Histor-Sigma                      |          |
| 4    | Kurt Van Keirsbulck  | Humo-TW Rock                      |          |
| 5    | Dirk Demol           | Lotto                             |          |
| 6    | Dirk Heirweg         | Mini-Flat-Isoglass                |          |
| 7    | Johan Devos          | Humo-TW Rock                      |          |
| 8    | Willem Van Den Eynde |                                   |          |
| 9    | Patrick Verplancke   | La William-Tonissteiner-Euroclean |          |
| 10   | Jean-Marie Vernie    | Mini-Flat-Isoglass                |          |